# Médard Chouart des Groseilliers
Médard Chouart Des Groseilliers, né et baptisé à Charly-sur-Marne le 31 juillet 1618 et mort en 1696 à Trois-Rivières, est un explorateur et commerçant de fourrures français en Nouvelle-France. Il est avec Pierre-Esprit Radisson le fondateur de la Compagnie de la baie d'Hudson. 

## En Nouvelle-France
Fils de Médard Chouart et de Marie Poirier, il est élevé à la ferme dite « Les Groseilliers »  à Bassevelle sur les rives de la Marne. Arrivé en Nouvelle-France en 1641, le jeune Médard est d'abord aide laïc à la mission jésuite de Sainte-Marie-au-pays-des-Hurons. Il explore durant dix ans la région du Lac Huron. Puis il s'établit à Trois-Rivières où il devient un coureur des bois. En 1647, il épouse Hélène Martin, fille d’Abraham Martin et veuve de Claude Étienne. Il aura 2 enfants de cette première union avant de devenir veuf. Un seul de ces enfants, Médard, atteindra l'âge adulte. En 1653, il épouse en secondes noces Marguerite Hayet, veuve de Jean Véron de Grandmesnil. Ils auront quatre enfants, Jean-Baptiste, Marie-Anne, Marguerite et Marie-Antoinette.

## Explorateur
Entre 1654 et 1656, il explore le nord de l'Ontario et est un des premiers Européens à atteindre le Lac Supérieur au détroit de Michillimakinac. Les autochtones lui parlent alors de vastes régions inexploitées pour le commerce des fourrures au nord et à l'ouest du lac, près de la Baie d'Hudson.

## Expéditions avec Radisson

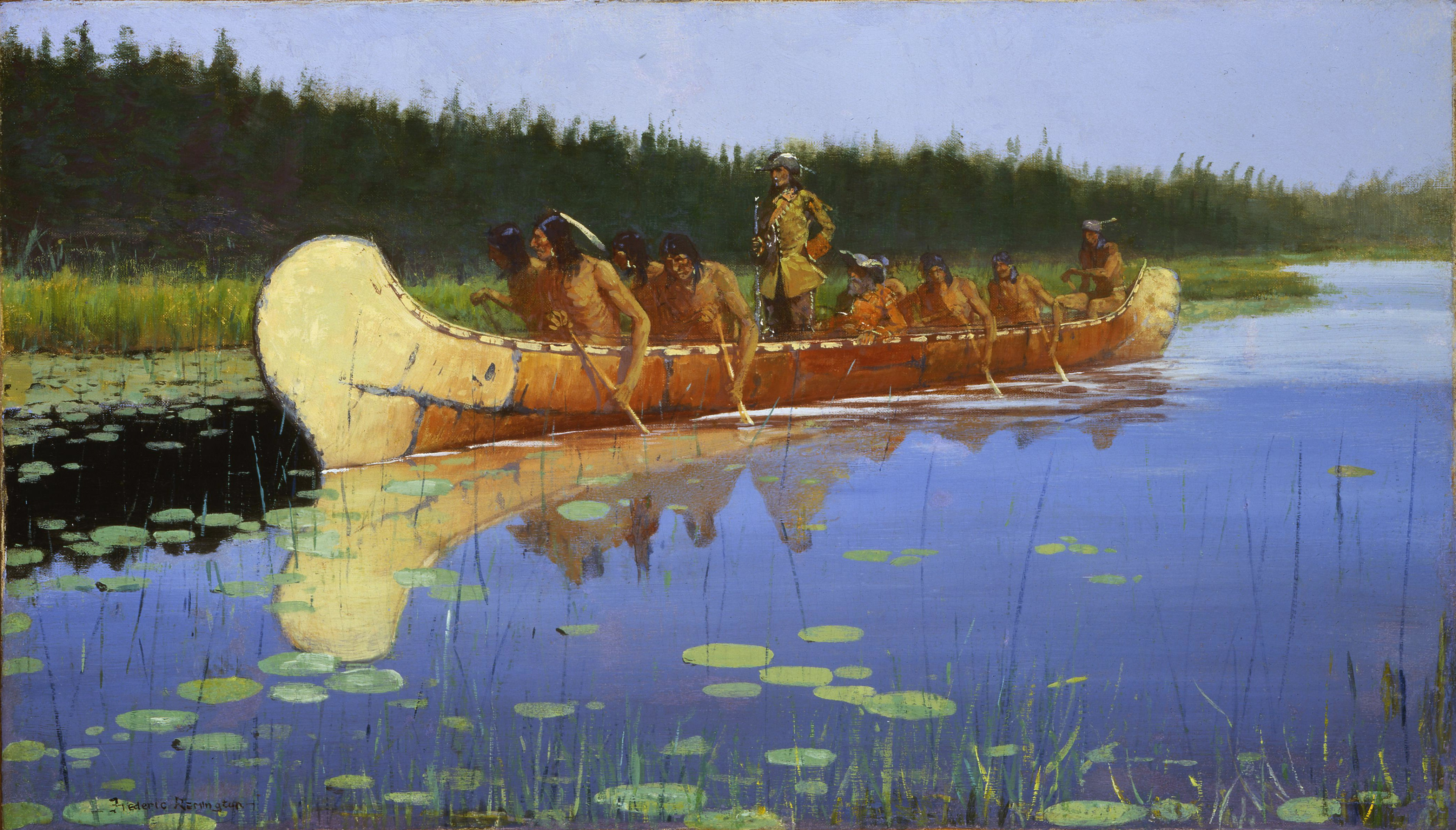
Peinture de Frederic Remington (1905) qui fut publiée dans le Collier's Magazine en 1906. Debout, Radisson est le chef de l'expédition aux Grands Lacs de 1659-1660 ; Des Groseilliers est assis à son côté.

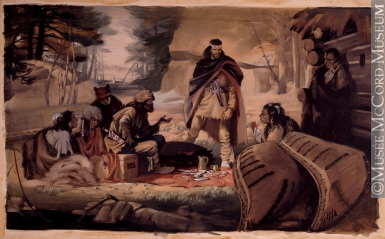
Radisson et des Groseilliers en négociations avec des Amérindiens à un poste de traite de la fourrure.

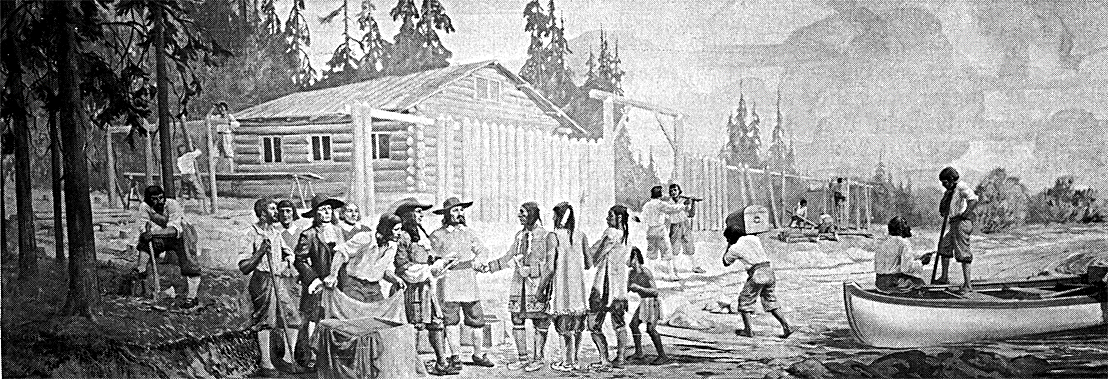
Des Groseilliers et Radisson.

En 1659, avec Pierre-Esprit Radisson (dont il avait épousé la demi-sœur, Marguerite Hayet), il explore la région du lac Supérieur. À leur retour en 1660, ils ramenèrent une cargaison de fourrures sur plus de cent canots. Comme ils n'avaient pas de permis pour la traite des fourrures, le gouverneur de la Nouvelle-France Pierre de Voyer d'Argenson leur confisque leur butin et leur impose une amende. 
Des Groseilliers se rend alors en France pour essayer d'obtenir justice et intéresser les autorités françaises à développer le commerce des fourrures dans le Nord-ouest. Ayant échoué, il part avec Radisson pour Boston pour intéresser les autorités de la Nouvelle-Angleterre à leurs expéditions. Ce fut encore un échec mais ils rencontrèrent le colonel anglais George Cartwright qui les emmena en Angleterre au mois d'août 1665 et les présenta à la Cour du roi Charles II. 
En juin 1668, ils partent finalement d'Angleterre, conduisant deux navires marchands affrétés par le prince Rupert, l'Eaglet et le Nonsuch, à destination de la baie d'Hudson par le nord. Cette nouvelle route plus courte éliminait la nécessité de passer par le fleuve Saint-Laurent contrôlé par les Français. Seul le Nonsuch arriva à destination, Des Groseilliers à son bord, car l'Eaglet, avarié dans une tempête, dut retourner en Angleterre avec Radisson. Des Groseilliers retourna l'année suivante en Angleterre avec une cargaison de fourrures. Le succès de cette mission entraîna en 1670 la création de la Compagnie de la Baie d'Hudson, qui engagea Radisson et Des Groseillers. 
Lors d'un voyage à Londres en 1674, les deux explorateurs, insatisfaits de leur traitement par la compagnie, se laissent convaincre par le jésuite Charles Albanel de revenir travailler pour la France. Ils sont cependant froidement reçus par le gouverneur Frontenac, et Radisson retourne bientôt en France. Ils participent en 1682 à un début de reconquête de la baie d'Hudson pour la France. 
Des Groseilliers et Radisson étaient considérés comme traîtres par les Français. Mais, contrairement à Radisson, des Groseilliers fut autorisé à retourner en Nouvelle-France. Il aida les Français dans leurs expéditions militaires contre ses anciens alliés anglais, ce qui entraîna la destruction de plusieurs de leurs postes de traite le long de la baie d'Hudson. Il revint ensuite s'installer à Trois-Rivières où il mourut en 1696.

## Hommages
- Un brise-glace de la Garde côtière canadienne, le NGCC Des Groseilliers, prend son nom[2].